# Julius Minnaar
Julius Minnaar is een Nederlandse bestuurder.
Minnaar begon zijn carrière als Broadcast Planner bij UM Nederland in 1995. Hij bekleedde verschillende functies bij Ster, waaronder algemeen directeur van 2000 tot 2004. Hij was ook directeur media en financiën bij TROS van 2004 tot 2006 en algemeen directeur commercieel bedrijf bij DPG Media van 2006 tot 2008. Van 2008 tot 2011 was Minnaar CEO van UM Nederland. Hij was ook voorzitter van het Platform Media-adviesbureaus (PMA) en lid van de media commissie van de Raad voor Cultuur van 2009 tot 2013. Minnaar was CEO van Dentsu in Nederland van 2011 tot 2020 en voorzitter van Dentsu in België van 2018 tot 2020. Minnaar was CEO van Mediabrands in de Benelux van 2020 tot 2023. In april 2023 werd bekend dat Minnaar Erik van Engelen zou opvolgen van Wildlands Adventure Zoo Emmen.